# Thermische olie
Thermische olie is olie die als medium voor warmtetransport gebruikt wordt. Thermische olie is uitermate geschikt voor het verwarmen tot hoge temperaturen. De thermische olie kan een minerale olie zijn, maar voor de hogere temperaturen (boven de 320 °C) gebruikt men synthetische olie. De thermische olie wordt ergens in het systeem opgewarmd door een warmtebron en ergens anders wordt de warmte weer afgestaan.

## Toepassingen
Typische toepassingen van thermische olie in verwarmingssystemen zijn:
- Chemische industrie
- Aardolie- en teerindustrie
- Plastic- en rubberindustrie
- Voedingsmiddelenindustrie
- Papierindustrie
- Scheepvaart
- Houtindustrie

## Voorbeeld
In de scheepvaart wordt veel gebruikgemaakt van thermische olie voor het verwarmen van de lading en het op temperatuur houden van de stookolie waarmee de scheepsmachines gestookt worden. Deze toepassing geniet de voorkeur van veel scheepseigenaren, aangezien de thermische olie niet bevriest bij 0°C. Een ander voordeel is de hoge temperatuur waarmee gewerkt kan worden, waardoor minder verwarmend oppervlak nodig is voor warmteoverdracht dan bij een lagere temperatuur.